# Санд Спрингс (Тексас)
Санд Спрингс (енгл. Sand Springs) насељено је место без административног статуса у америчкој савезној држави Тексас.

## Демографија
По попису из 2010. године број становника је 835.
| Група             | 2000.    | 2010.       |
| Белци             | 0 (0,0%) | 664 (79,5%) |
| Афроамериканци    | 0 (0,0%) | 4 (0,5%)    |
| Азијати           | 0 (0,0%) | 3 (0,4%)    |
| Хиспаноамериканци | 0 (0,0%) | 154 (18,4%) |
| Укупно            | 0        | 835         |